# Çankaya (Ankara)
Çankaya is een Turks district in de provincie Ankara en heeft een oppervlakte van 267,61 km². Met bijna 1 miljoen inwoners is Çankaya het grootste district in Turkije.
Het district Çankaya behoort tot de metropool Ankara (Turks: Ankara Büyükşehir Belediyesi) en vormt - samen met de districten Altındağ, Etimesgut, Keçiören, Mamak en Yenimahalle - de stad Ankara. De verstedelijkte gemeenschappen Pursaklar en Sincan zijn samen met deze kernstad gegroeid. De andere districten in de provincie Ankara behoren ook tot de stadsgemeente Ankara, maar vormen ruimtelijk gescheiden nederzettingen buiten de ringweg rond Ankara en hebben ondanks de bestuurlijke opgave deels het karakter van kleine stadscentra in landelijke districten behouden.

## Bevolking
De bevolking is de afgelopen vijftig jaar bijna verdubbeld.
| Bevolking | 496.953 | 683.210 | 927.809 | 968.668 | 667.351 | 769.331 | 797.109 | 944.609 | 947.330 |

## Galerij

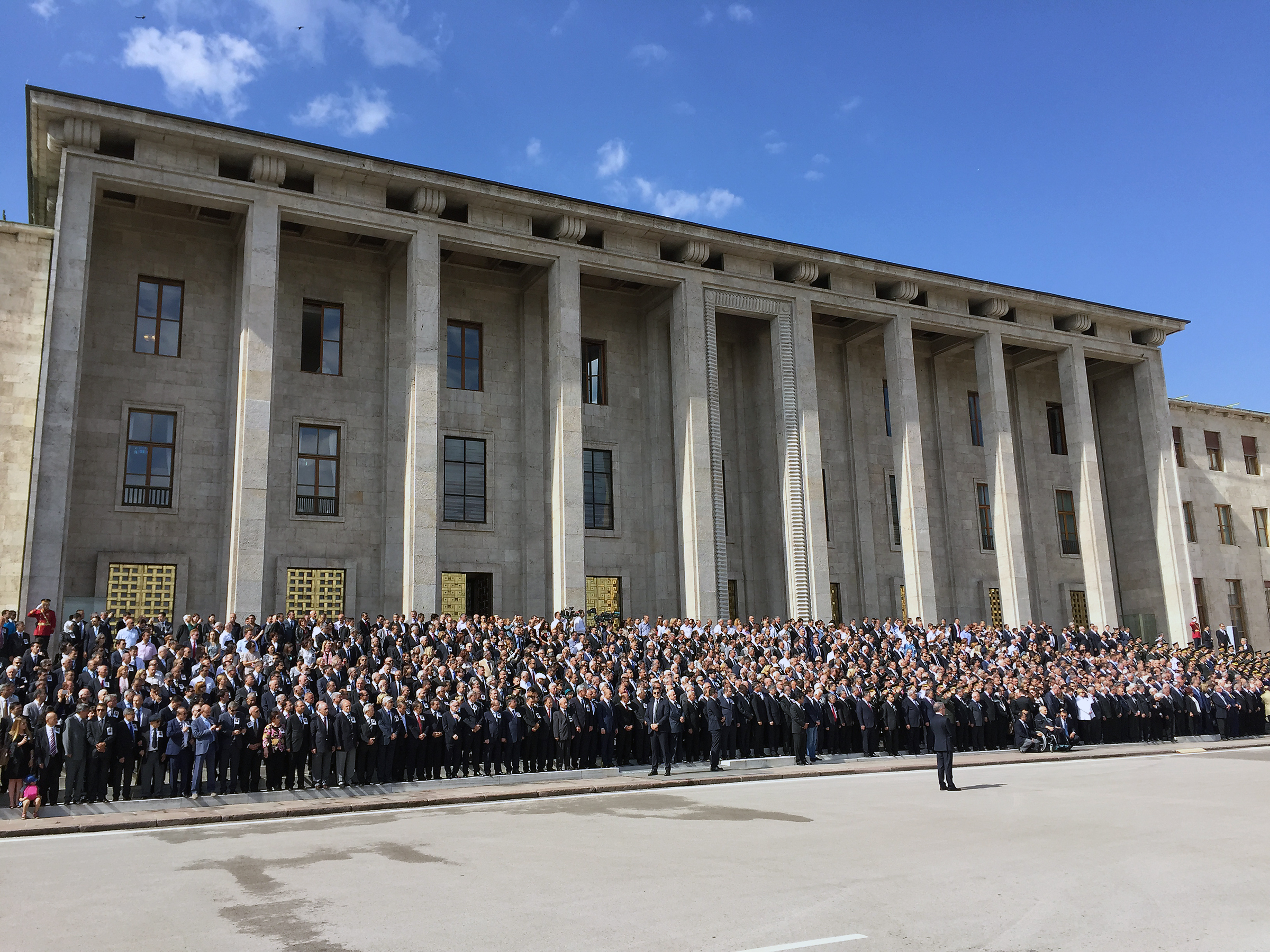
Grote Nationale Assemblee van Turkije
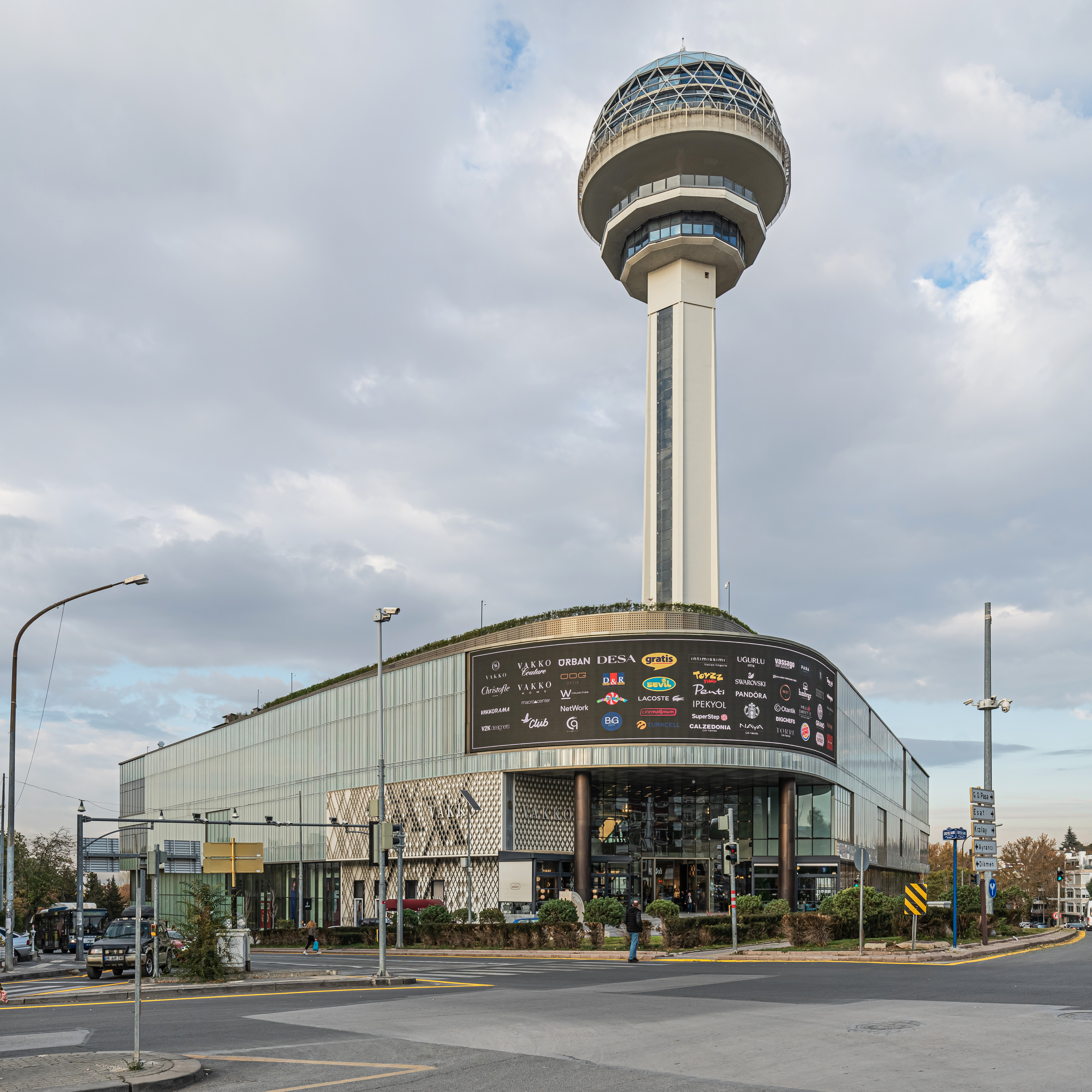
Atakule
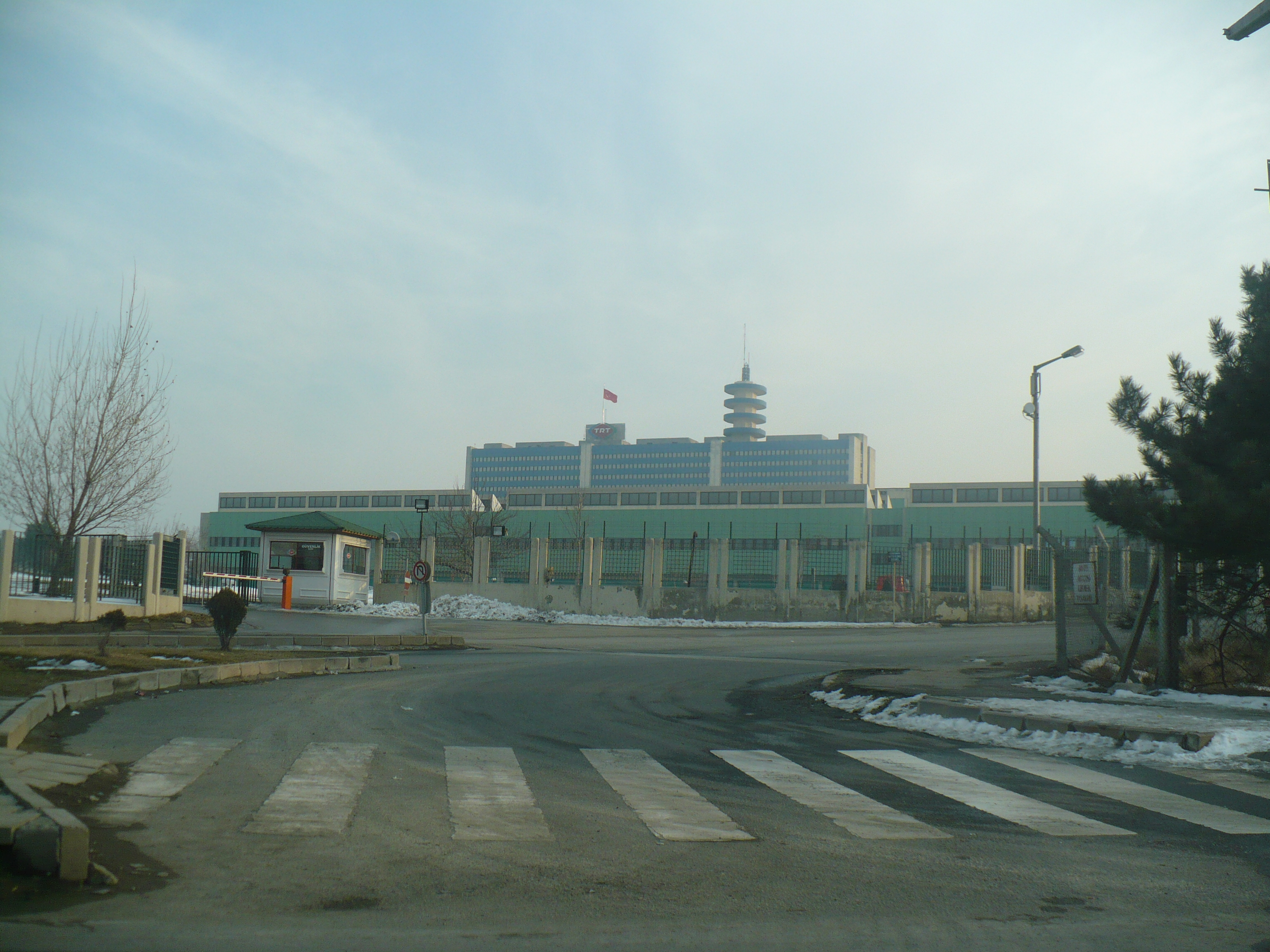
Hoofdkwartier van TRT
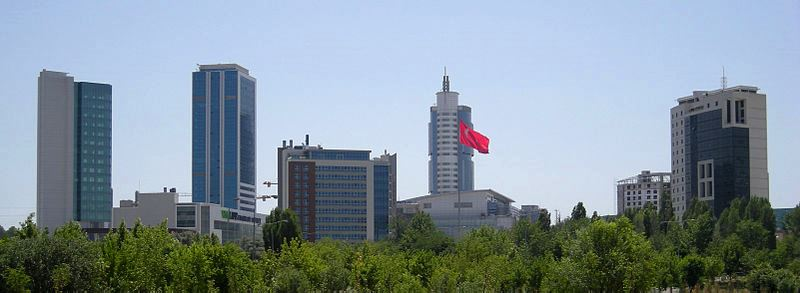
Het zakendistrict Söğütözü
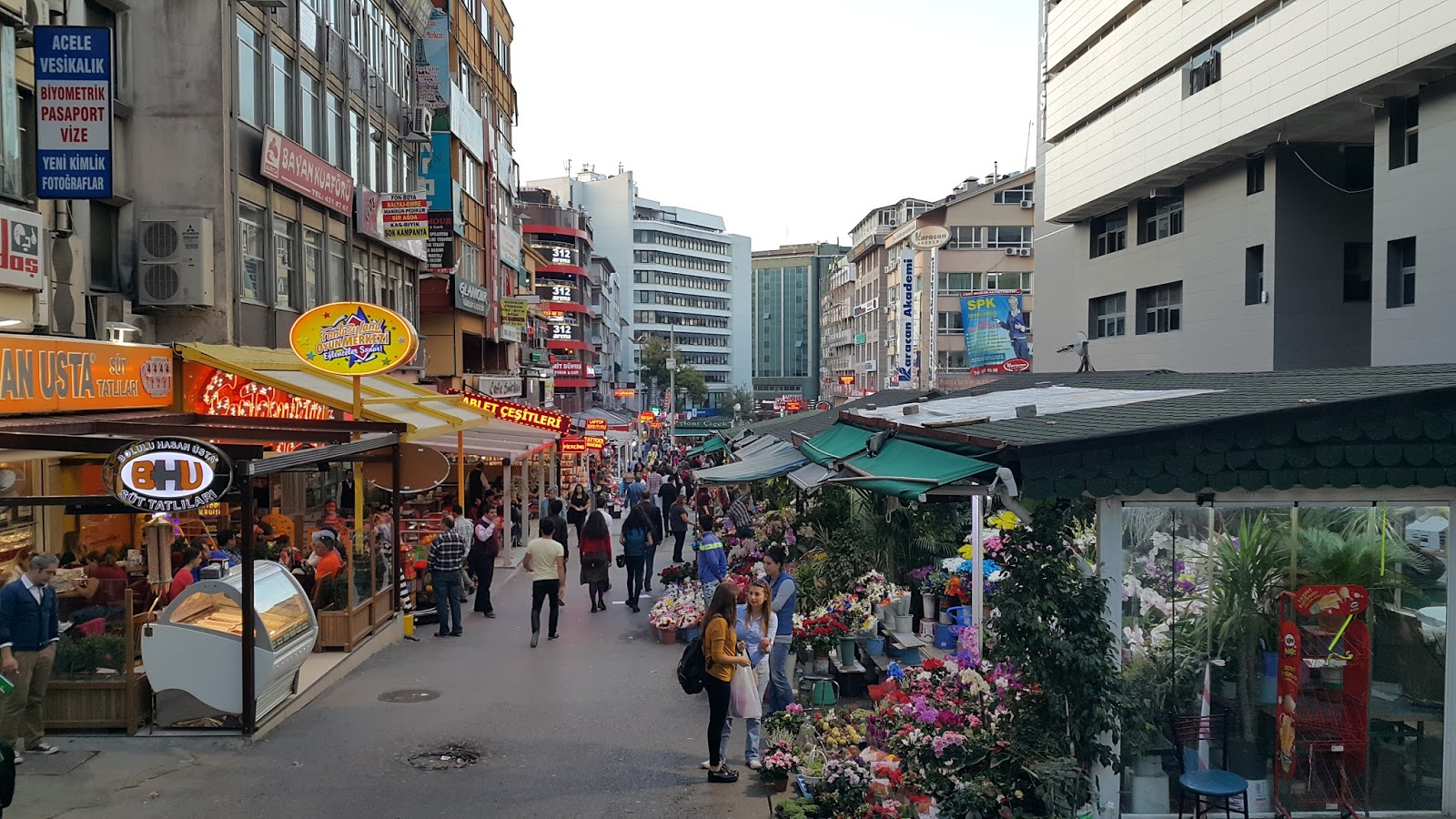
Kızılay
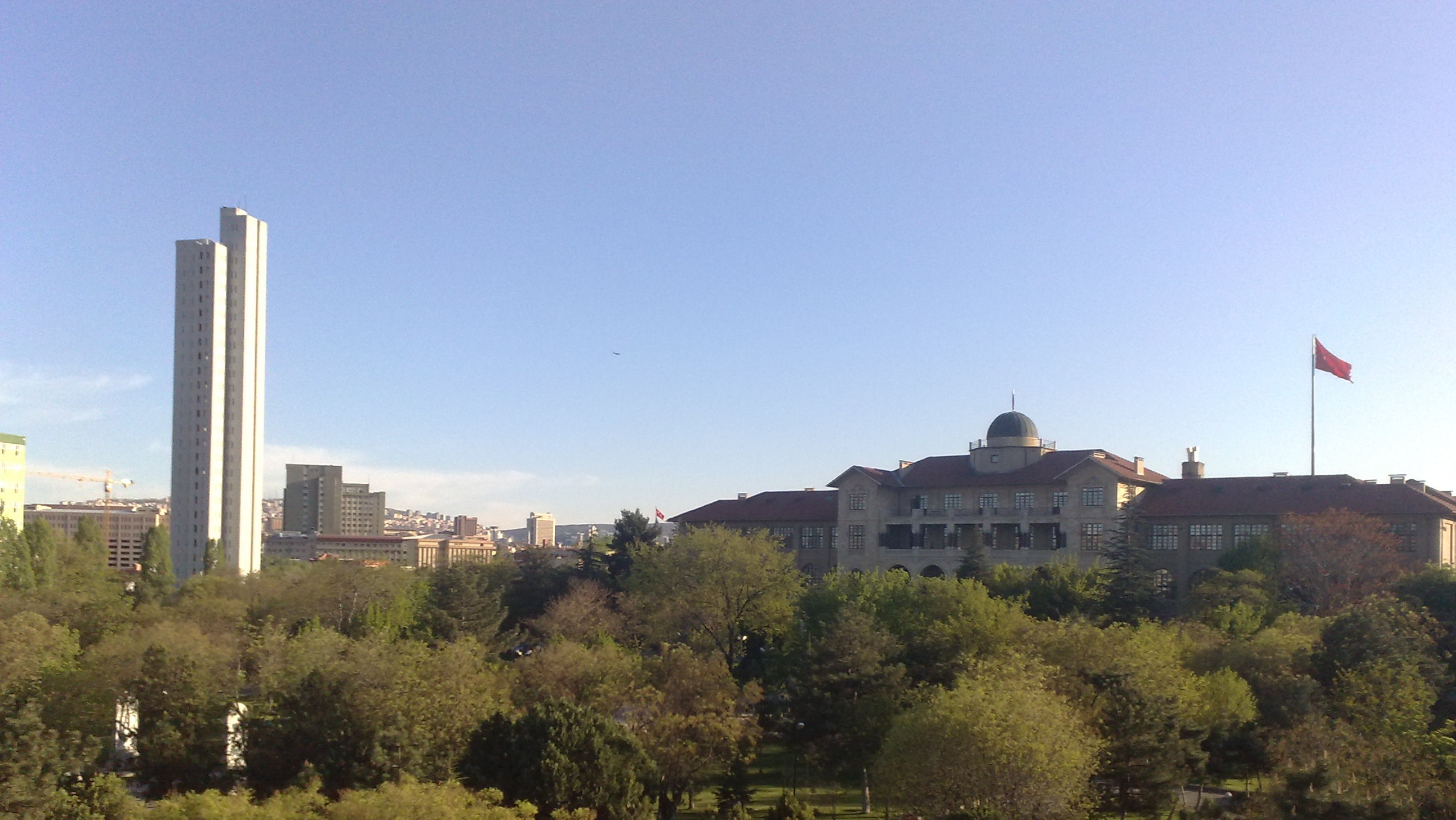
Gazi-universiteit
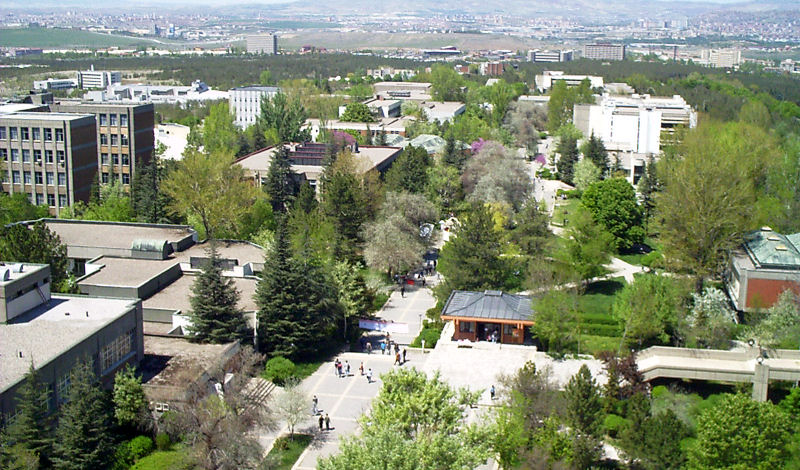
METU Campus